# ولادیمیر تاتلین
ولادیمیر یوگرافوویچ تاتلین (به انگلیسی: Vladimir Yevgraphovich Tatlin; روسی: Влади́мир Евгра́фович Та́тлин؛ ۲۸ دسامبر ۱۸۸۵ – ۳۱ مهٔ ۱۹۵۳) یک نقاش و معمار اهل اتحاد جماهیر شوروی بود. او همراه با کازیمیر ماله‌ویچ از مهم‌ترین شخصیت‌های آوانگارد جنبش هنری اتحاد جماهیر شوروی در دهه ۱۹۲۰ به‌شمار می‌رود و بعدها به مهم‌ترین هنرمند در جنبش ساخت‌گرایی یا کنستراکتیویسم تبدیل شد. او معروف‌ترین طراحی خود برای برج غول‌پیکر «یادمان انترناسیونال سوم» که بیشتر به عنوان «برج تاتلین» شناخته شده را در سال ۱۹۱۹ آغاز کرد.

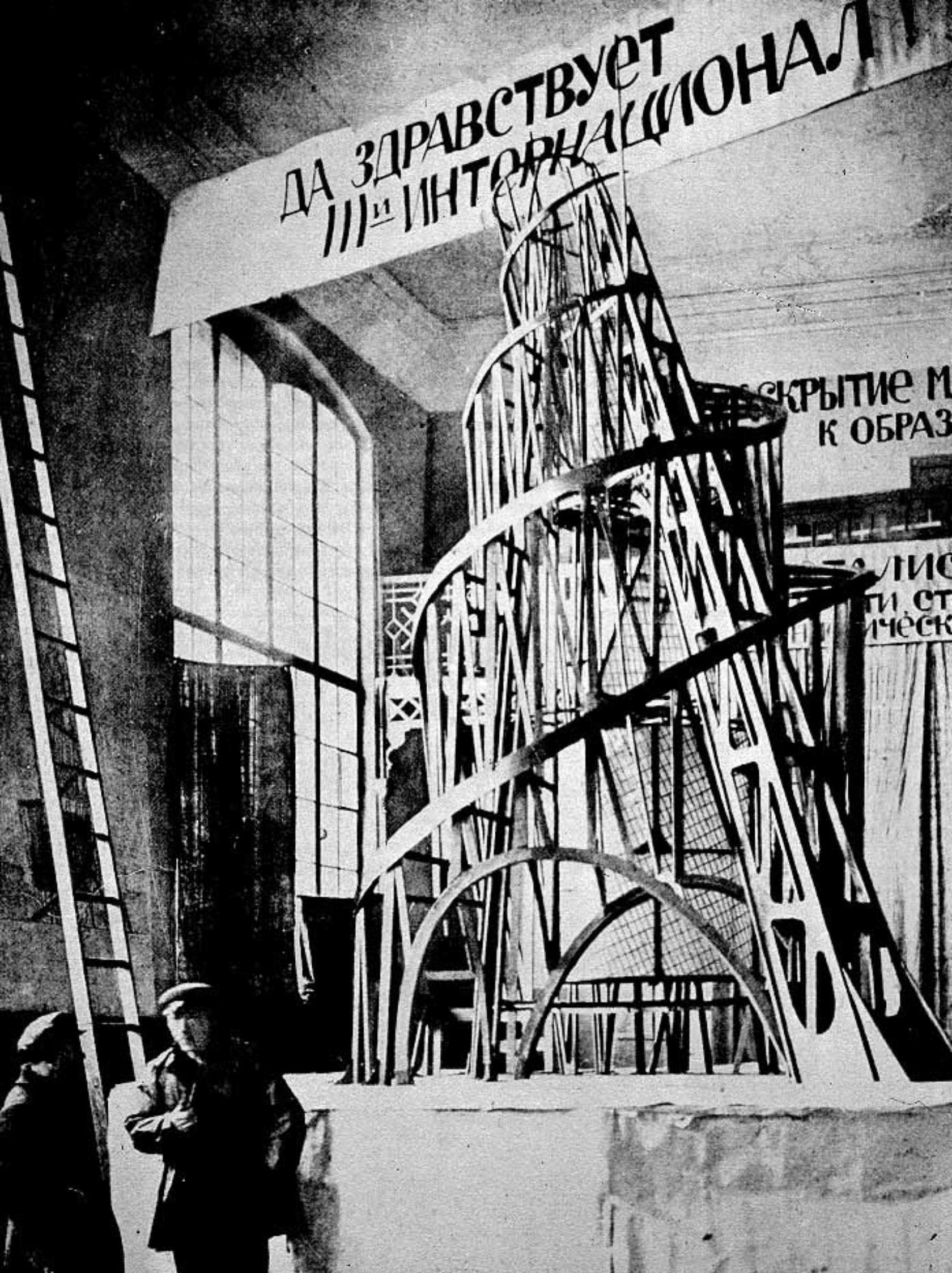
برج تاتلین، ۱۹۱۹

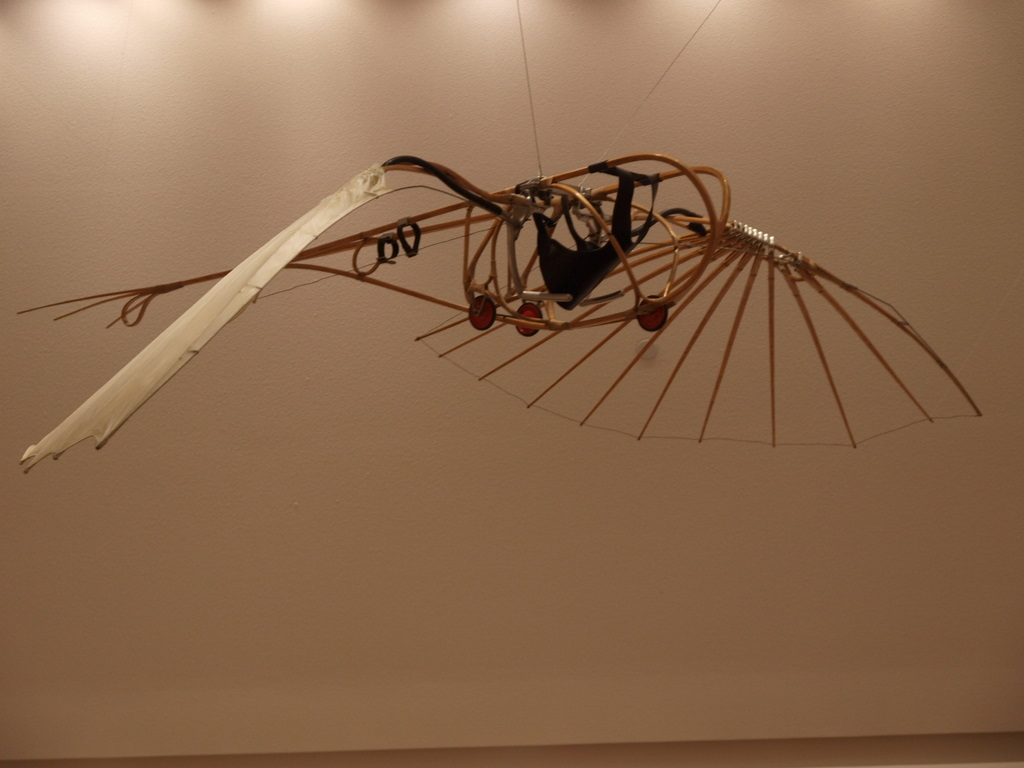
«لتاتلین شماره ۱»، استکهلم، مجموعه مدرن موست، ولادیمیر تاتلین ۱۹۳۰–۱۹۳۲

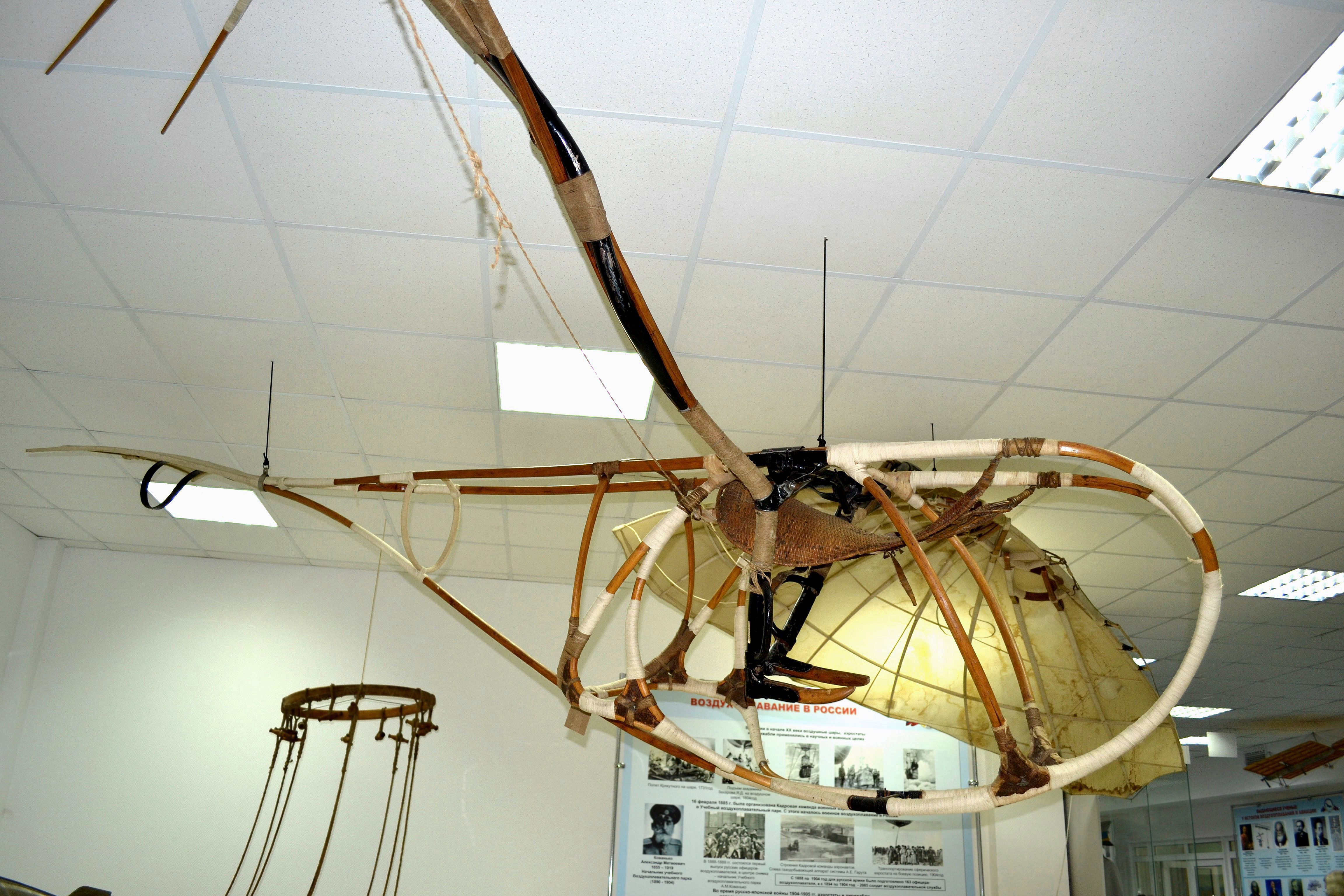
«لتاتلین شماره ۳»، ماشینی برای پرواز با نیروی انسان، ولادیمیر تاتلین ۱۹۲۹–۱۹۳۲

## زندگی‌نامه
تاتلین در خارکف متولد شد. پدر او یک مهندس راه آهن و مادرش یک شاعر بود. مادر ولادمیر دو سال پس از تولد وی درگذشت و پدرش پس از زمان کوتاهی از مرگ همسر دوباره ازدواج کرد. ولادمیر هنگامی‌که بیش از ۱۸ سال نداشت از خانه فرار کرد تا دریانورد شود. او به عنوان یک تاجر دریانورد در دانشکده افسری تحصیل کرد و مدتی را در خارج از کشور گذراند. تاتلین در سال ۱۹۰۴ پس از نخستین سفر دریایی خود به مصر که تا پایان عمر از آن به نیکی یاد می‌کرد، به میهن بازگشت و اندکی بعد به مدرسه هنری «پنزا» وارد شد. در این مدرسه بود که او به عنوان شاگردی با استعداد و دارای معلومات شناخته شد. او همچنین به عنوان یک خواننده در اوکراین و یک نوازنده حرفه‌ای باندورا در خارج از کشور کار کرد.
تاتلین به سال ۱۹۱۰ به مسکو رفت و کار حرفه‌ای او در هنر به عنوان یک نقاش شمایل در مسکو با حضور در مدرسه نقاشی، مجسمه‌سازی و معماری مسکو آغاز شد. او در یک آتلیه مشترک با «الکساندر وسنین» مشغول به کار شد. یک سال بعد دلیل این که می‌خواست به عنوان نقاشی غیر وابسته و به صورتی انفرادی شروع به کار کند مدرسه را ترک نمود و بلافاصله بعد از آن کارهای خود را در نمایشگاه «اتحادیه هنرمندان روسیه» فرستاد. در این نمایشگاه بیشتر محصلین مدارس مسکو کارهای خود را به تماشا می‌گذاشتند.
در سال ۱۹۱۷ به وسیله لاریونف اولین مرحله کار خود را با هنرمندان پیشرو آغاز نمود بدین ترتیب که یازده تابلو از کارهای خود را به نمایشگاه اتحادیه جوانان فرستاد. کارهای او شامل طراحی از اجسام بیجان بود که تحت تأثیری از هنرمندان قرار داشت و همچنین شامل تعدادی طرح از دریا بود.
تاتلین برای طراحی بنای یادمان انترناسیونال سوم که به نام برج تاتلین نیز شناخته می‌شود به عنوان یک معمار به شهرت رسید. برنامه‌ریزی این طرح از سال ۱۹۱۹ آغاز شد. این بنای یادبود قرار بود برج بلندی از آهن، شیشه و فولاد باشد که به مراتب بلندتر از برج ایفل در پاریس ساخته شود. این برج بنا بود با ۱۳۰۰ فوت ارتفاع (تقریباً معادل ۴۰۰ متر) یک سوم از ایفل بلندتر باشد. در این طرح یک جفت ساختار آهنی و فولادی مارپیچی، سه بلوک ساختمان را با پنجره‌های شیشه‌ای که در سرعت‌های مختلف می‌چرخیدند را در بر می‌گیرند این سه ساختار متحرک یکی به شکل یک مکعب با یک بار گردش در سال؛ دومین به شکل یک هرم یک بار در ماه؛ و سومین یک استوانه یک بار در روز پیش‌بینی شده بود. به دلیل مشکلات مالی و اجرایی این برج هرگز ساخته نشد.
تاتلین همچنین به عنوان پدر هنر ساخت‌گرایی در اتحاد جماهیر شوروی پس از انقلاب شناخته می‌شود. آثار ضد برجسته، سازه‌های سه‌بعدی ساخته شده از چوب و فلز برخی آثار قرار داده شده در گوشه (گوشه ضد برجسته) و دیگر آثار بیشتر معرف این جنبه کاری اوست. مجسمههای تاتلین به منظور زیر سؤال بردن ایده‌های سنتی هنر بود، هر چند او به عنوان یک ساخت‌گرا توجه خود را به اعتراض به بسیاری از جنبش و ایده‌های هنری معطوف کرد. هنرمندان زیادی تحت تأثیر ساخت‌گرایی برجسته او بودند نظیر: ورورا ستپنووا، الکساندر رودچنکو، با مانوئل رودن سمینارو، خواکین تورس گارسیا، لاسلو موهولی ناگی، آنتوان پوزنر و نائوم گابو.
اگرچه تاتلین و مالویچ در آغاز فعالیت حرفه‌ای خود همکار بودند اما در زمان «نمایشگاه ۰/۰۱» در سال ۱۹۱۵ (بسیار پیش از پدید آمدن سبک ساخت‌گرایی)، و همچنین نمایشگاهی به نام «آخرین نمایشگاه فوتوریست» اختلاف‌هایی شدید و آشکار داشتند، ظاهراً مالویچ در آنجا کارهایی بیش از آثار والاگرایی به نمایش گذاشت. این منجر شد تا مالویچ ایده‌های خود را در شهر ویتبسک توسعه بیشتری بدهد، جایی که مدرسه‌ای به نام UNOVIS (قهرمانان هنر نو) را بنیاد نهاد؛ و ابتدا در سمت استادیاری و سپس استادی به تدریس پرداخت.
تاتلین همچنین وقت خود را به مطالعاتی در زمینه لباس، اشیاء، مبلمان و موضوعات دیگر اختصاص می‌داد. او در واپسین سال‌های عمرش، تحقیق دربارهٔ پرواز پرندگان را آغاز کرد و تصمیم داشت پرواز را به عنوان یکی از بزرگترین رویاهای انسان را دنبال کند. او شروع به طراحی هواپیمای بی‌موتور کرد. این هواپیما به نام «لتاتلین» (که ترکیبی بود از اسم تاتلین و پرواز) خوانده شد. نمونه یا مدل ساخته شده از این هواپیما به وسیله تاتلین کلاً از چوب بود و نزدیکی زیادی به فرم‌های طبیعی داشت. تاتلین برای پیشرفت کار خود حشرات را در جعبه‌هایی پرورش می‌داد و هنگامی که به اندازه کافی رشد کرده بودند. آنها را در معرض باد قرار می‌داد و واکنش آنها را نسبت به وزش باد و گشودن بالهایشان و پروازشان را بررسی و مطالعه می‌نمود. مدل ساخته شده هواپیمای بی‌موتور او دقیقاً منطبق با ساختمان بدن یک حشره در حال پرواز است. این تجربه جدیدی بود که در هنر روسیه انجام گرفت.
تاتلین در ۳۱ مه ۱۹۵۳ در مسکو درگذشت و در گورستان نووودویچی به خاک سپرده شد.